# Kỳ Quan Thân
Kỳ Quan Thân (5 tháng 11 năm 1914 – 21 tháng 2 năm 1998), là bác sĩ và nhà ngoại giao Việt Nam Cộng hòa, từng giữ chức Đại sứ Việt Nam Cộng hòa tại Vương quốc Lào.

## Tiểu sử
Kỳ Quan Thân sinh ngày 5 tháng 11 năm 1914 tại thành phố Vinh, tỉnh Nghệ An, Trung Kỳ, Liên bang Đông Dương.:734
Dưới thời Đệ Nhất Cộng hòa, ông từng giữ chức Đại sứ Việt Nam Cộng hòa tại Vương quốc Lào.:734 Sau khi Vương quốc Lào và Việt Nam Dân chủ Cộng hòa thiết lập quan hệ ngoại giao vào năm 1962, chính phủ Việt Nam Cộng hòa quyết định triệu hồi ông về nước, nhằm bày tỏ sự phản đối việc Lào công nhận Bắc Việt.
Tháng 9 năm 1963, Bộ Y tế bổ nhiệm ông lên làm Giám đốc Bệnh viện Trung ương Huế.:734
Ông qua đời ngày 21 tháng 2 năm 1998 tại Worcester, Massachusetts, Hoa Kỳ.

## Đời tư
Ông là người Công giáo, đã lập gia đình và có 5 người con (1974).:734